# Endochironomus hibaradecimus
Endochironomus hibaradecimus är en tvåvingeart som beskrevs av Sasa och Suzuki 1998. Endochironomus hibaradecimus ingår i släktet Endochironomus och familjen fjädermyggor. Inga underarter finns listade i Catalogue of Life.